# Опел вектра
Опел вектра је аутомобил средње класе који је производила немачка фабрика аутомобила Опел од 1988. до 2008. године.

## Историјат
Вектра је 1988. наследила Опел аскону, производила се у 3 генерације до 2008. године, када ју је наследила Опел инсигнија. У Уједињеном Краљевству модел се продавао под називом Воксол кавалијер (енгл. Vauxhall Cavalier), од 1995 као Воксол вектра, у Аустралији као Холден вектра, а у Јужној Америци као Шевролет вектра.
Произведене су три серије овог аутомобила:
- Вектра A производила се од 1988. до 1995. године.
- Вектра Б се у производњи задржала од 1995. до 2002. године.
- Вектра Ц се производила од 2002. до 2008. године.

### Опел вектра A (1988–1995)
Опел вектра A је породична лимузина, која се појавила 1988. године као наследник последње генерације асконе. Позната је и као Шевролет вектра, Холден вектра (Аустралија), Воксол кавалијер (Уједињено Краљевство). Производња је почела 1989. године, 1993. године доживљава благи редизајн, а 1996. године је продата последња Вектра када се појавила Вектра Б. Палета мотора код прве Вектре 1989. године почињала је са мотором од 1600 cc са 82 кс (са двоглим карбуратором) познатим из асконе, па до дволитарског са 16 вентила и 150кс (c20xe) у вектри 2000 16V. Модел који је био доста распрострањен у Европи је био 1.6 s gl, који је био базни модел вектре, а постојало је неколико верзија: GL, GLS, CD, 4X4, GT, 2000, 2000 16В. Следећа табела садржи податке поменутих верзија.
| Бензински мотор | Бензински мотор | Бензински мотор | Бензински мотор | Бензински мотор   | Бензински мотор | Бензински мотор |
| Тип             | Радна запремина | Снага           | Обртни момент   | Максимална брзина | Убрзање 0-100   | Комб. потрошња  |
| --------------- | --------------- | --------------- | --------------- | ----------------- | --------------- | --------------- |
| [ 1 ]           | 1389 cm³        | 55 @ 5600       | 106 @ 3000      | 176 km/h          | 14.5 s          | 6.8             |
| [ 2 ]           | 1998 cm³        | 95.5 @ 5600     | 180 @ 2800      | 206 km/h          |                 | 7.8             |